# وارن (موریتز)
شهر وارن (به آلمانی: Waren) در ایالت مکلنبورگ-فورپومرن در کشور آلمان واقع شده‌است.